# 14ダイヤモンズ 〜ベスト・オブ・ストラトヴァリウス〜
『14ダイヤモンズ 〜ベスト・オブ・ストラトヴァリウス〜』（14 Diamonds ）は、フィンランドのメロディックパワーメタル・バンド、ストラトヴァリウスのコンピレーション・ベスト・アルバムである。最初のアルバム『フライト・ナイト』から『インフィニット』までの中から選曲され、未発表曲の「ホワイ・アー・ヒア」を含むアルバムである。日本のみでリリースされた。

## 収録曲
1. "Hands of Time" – 5:36
2. "Distant Skies" – 4:10
3. "Tomorrow" – 4:53
4. "Coming Home" – 5:35
5. "Destiny" – 10:14
6. "Future Shock" – 4:34
7. "Black Diamond" – 5:44
8. "Why Are We Here" – 4:43　(日本未発表曲)
9. "We Are The Future" – 5:18
10. "Forever" – 3:07
11. "Hunting High And Low" – 3:46
12. "The Kiss Of Judas" – 5:57
13. "Rebel" – 4:16
14. "Mother Gaia" – 8:19

## 参照
1. ↑  http://www.discogs.com/release/2080728